# Jean Baptiste de Loeil

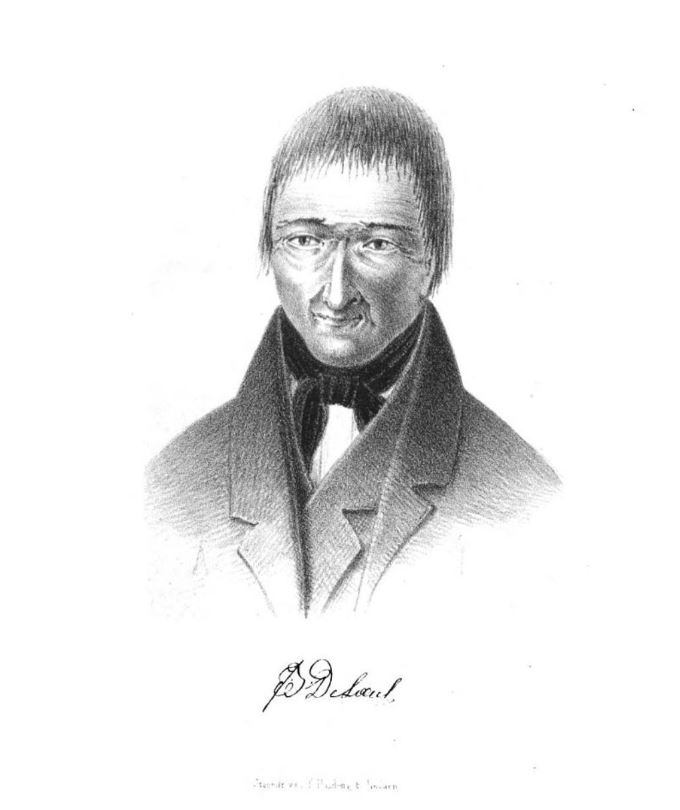
Portret van Jean Baptiste de Loeil

Jean Baptiste (de) Loeil (Sint-Martens-Leerne, 20 februari 1789 - Middelburg, 11 februari 1850), bijgenaamd de Duiveljager van Koewacht, was een in Vlaanderen geboren arts, die in 1849 wegens doodslag op zijn vrouw in Zeeland ter dood veroordeeld werd. Hij was de laatste persoon die in Zeeland werd geëxecuteerd.

## Levensloop
Jean Baptiste de Loeil werd geboren in Sint-Martens-Leerne. Zijn ouders waren Hieronimus (Jerome) De Lœuil,(Desteldonk, 4 maart 1760 - Eksaarde, 19 april 1849), chirurgijn en later vroedmeester en Joanna Maria De Roo (Aalter, ~ 1764 - Eksaarde, 1 mei 1829), van beroep vroedvrouw
Hij studeerde geneeskunde aan de Universiteit van Gent. Na zijn afstuderen werd hij door een jury medicale toegelaten als officier de santé, plattelandsheelmeester. Hij werd arts op het Zeeuwse platteland. Op 23 mei 1814 trouwde hij te Zeveneken met Felicita Van Peteghem, geboren in Zeveneken op 9 september 1791 Felicita Van Peteghem was een zogenaamde "particuliere": iemand die rijk genoeg was om niet te hoeven werken. De huwelijksgetuigen waren merkwaardig genoeg twee wevers en twee arbeiders. Zij was afkomstig uit een welstellende familie en volgens een postuum verschenen krantenartikel was zij eens de goedhartigheid en schoonheid zelve. Vijf van hun kinderen bereikten de volwassen leeftijd.
Jean Baptiste de Loeil en Felicita Van Peteghem kregen 8 kinderen. De eerste zes werden ingeschreven als "de Louel", de jongste 2 als "de Loeil":
- Adolphus, (21 november 1814 - ?)
- Julianus (in zijn overlijdensakte Julien Loeil) (7 december 1818 - Daija (Afrika), 24 januari 1846), fuselier in het Vreemdelingenlegioen
- Virginia of Virginie (4 december 1819 - 13 oktober 1829)
- Eduard (2 december 1821 - ?)
- Rosalia (25 augustus 1823 - 12 januari 1824)
- Rosalia (16 augustus 1824 - ?)
- Virgenie (17 maart 1830 - ?)
- Joannes Baptiste (2 september 1831 - ?)

Jean Baptiste de Loeil stond bekend als iemand die graag dronk en overspel pleegde. Hij mishandelde zijn kinderen en heeft waarschijnlijk ook ontucht met zijn dochters gepleegd (al is hij daar nooit voor vervolgd wegens gebrek aan bewijs). In 1845 werd hem wegens buitensporig wangedrag zijn artsenpraktijk ontnomen.
Volgens bronnen hield De Loeil zich bezig met kwakzalverij, wat hem de bijnamen Duiveljager en piskijker opleverde, een bijnaam die zijn vader ook had. Maar de kwakzalverij leverde hem een goede reputatie op en grote inkomsten.

## Misdaad
Wanneer De Loeil precies met de mishandeling van zijn vrouw begonnen is, heeft het onderzoek niet kunnen vaststellen. Maar zeker is dat hij zijn vrouw in 1846 mishandelde en voedsel en kleding onthield. In dat jaar begon hij haar ook steeds vaker en langer op te sluiten in de kelder. Deze kelder was van buiten met een grendel op slot te doen, en had alleen een vensterraampje voorzien van een ijzeren schrank. Vanaf augustus 1847 sloot De Loeil zijn vrouw voor langere tijd op in de kelderkamer. In ieder geval tot december van dat jaar, maar mogelijk langer. Daar gaf hij haar slechts sporadisch wat oude korsten of aardappelen te eten. Buren verklaarden later dat ze haar regelmatig hoorden kermen en om voedsel schreeuwen. De buren gaven haar door het kelderraam regelmatig wat eten en drinken, maar omdat de buren zelf ook arm waren konden ze niet veel missen. De Loeil deed geen moeite om zijn misdaad te verbergen voor bezoekers: verschillende getuigen gaven aan dat zij Felicita van Peteghem in de kelder of in een ander vertrek in de woning hadden gezien. Deze getuigen verklaarden later bij de rechtszaak de onlijdelijken honger, die zij dààr heeft uitgestaan en hare afzigtelijke onrijnheid, vervuiling en kwelling van het op haar lijf en hare weinige vuilige kleederen wemelend ongedierte. De Loeil verbood zijn buren om zijn vrouw door het raam voedsel en drinken te geven, met de woorden "zij is niet meer waard, als om van de luizen opgegeten te worden".
In de winter van 1847 op 1848 wist Felicita van Peteghem uit het huis te ontsnappen, en zij klopte bij de woning van A. Penguet aan met het verzoek om een nachtverblijf en eten. De moeder van Penguet weigerde haar echter in huis op te nemen vanwege de vele hoeveelheid ongedierte die op haar lijf en kleding zat. Nadat de moeder van Penguet Felicita van Peteghem wat voedsel had gegeven, bracht ze haar - onder grote angst - weer naar haar man terug.
Op Tweede Kerstdag 1848 vluchtte Felicita van Peteghem opnieuw, ditmaal naar de woning van C. Steur. Zij verpandde aan hem een gouden ring, en in ruil daarvoor kreeg zij voedsel. Later die winter vluchtte zij voor de derde maal het huis uit. In de woning van R. Botteringe kreeg zij eten en drinken en kon zij zich opwarmen voor de kachel. Maar steeds weigerden de dorpsgenoten haar permanent onderdak te geven, en werd zij teruggebracht naar haar man.
Kort na de derde ontsnapping (tussen eind december 1847 en maart 1848) bracht Jean Baptiste de Loeil zijn vrouw over naar de zolder. Negen getuigen verklaarden haar in de periode tussen maart en november 1848 voor het zolderraam te hebben gezien. Op zolder ging het uithongeren verder. Een vrouwelijke getuige vertelde dat zij er eens in slaagde om het luik naar de zolder te openen en koffie en boterhammen naar binnen te schuiven. Volgens deze getuige wierp Felicita van Peteghem zich als een wolf op het eten. Deze getuige was zo overstuur van wat ze gezien had, dat haar echtgenoot haar verbood nog een stap in de woning van Jean Baptiste de Loeil te zetten. Een andere getuige verklaarde later dat hij Felicita eens vrijwel naakt uit het zolderraam had zien hangen, wanhopig proberend om kersen uit te boom te plukken. De pitten gooide zij in de tuin van een buurman, zodat haar man er niet achter zou komen dat zij kersen had gegeten. Naast uithongeren mishandelde Jean Baptiste de Loeil zijn vrouw ook door haar te slaan. Meerdere malen, ook midden in de nacht, kwam Jean Baptiste de Loeil naar boven om haar met zijn bamboe wandelstok te slaan, net zo lang tot zij stil was. Deze wandelstok  zou De Loeil speciaal voor dit doel hebben aangeschaft.
Op 20 of 21 september 1848 verzocht Jean Baptiste de Loeil aan de herbergier in Moerbeke, P. Gilles, om zijn vrouw met een kar naar haar familie in Zeveneken te brengen. De knecht van de herbergier haalde haar op, en omdat ze zo uitgehongerd was kocht hij onderweg op eigen kosten tweemaal een maaltijd voor haar. Maar een dag later werd ze toch weer thuis teruggebracht.
Op 2 november 1848 bood een dorpsbewoner, P. Wante, aan om Felicita van Peteghem tegen betaling in huis te nemen. Wante wilde wel eerst de vrouw zien. Toen zij samen met Jean Baptiste de Loeil naar zolder ging, trof hij Felicita van Peteghem aan, zittend op haar hurken en vastgebonden aan een ijzeren ketting om haar blote lichaam. Deze ketting was aan het dak van de zolder vastgemaakt. De 19-jarige dochter van Jean Baptiste en Felicita verklaarde dat deze ketting zo kort was, dat Felicita van Peteghem alleen nog kon staan en hurken. Liggen en zitten was onmogelijk. P. Wante sprak met Jean Baptiste de Loeil af dat hij Felicita van Peteghem vanaf 5 november voor een periode van 3 tot 6 maanden in huis zou nemen.
Diezelfde avond hoorden de buren meerdere malen een man op klompen de trap naar zolder nemen. De buren hoorden telkens daarna een urenlang droevig gehuil en geschreeuw van Felicita, zo hard dat hun dochter er niet van kon slapen. Twee dagen later, op 4 november 1848, overleed zij, 57 jaar oud.
Aanvankelijk werd het overlijden als een natuurlijke dood gerapporteerd. De aflegger, P. Ego, verklaarde dat de overledene voeten had die zo zwart waren als roet, en verder op diverse plekken van op het lichaam verwondingen vertoonde. Maar desondanks werd het lichaam op maandag 6 november gekist. Maar nadat de zoon van Jean Baptiste de Loeil, Adolphus de Loeil, op 7 november (de dag van de geplande begrafenis), de zolder had bezocht schreeuwde deze naar zijn vader: Ik wist dat gy een tiran was, maar niet zoo erg; het geregd zal nu in huis komen en het lijk geschouwd!". Jean Baptiste de Loeil kreeg hierop last van benauwdheid en moest op bed gaan liggen.
Nog diezelfde dag kwam de eerste plaatsvervanger van de kantonrechter van Axel, samen met zijn griffier en drie geneesheren langs. De gerechtsdienaren waren geschokt toen zij de zolder betraden: "Verschimmelde drekstoffen op den vloer zelven, eenen aarden pan vol met uitwerpselen, verscheidene stoelen omver geworpen, een oud geheel versleten bed, hopen met snijbonen en peulen, pluimen en vodden en de afzigstelijke rommelarij; ziedaar de stoffering van haar nachtverblijf.". Diezelfde dag nog vond de autopsie plaats. De lijkschouwers rapporteerden een uitgemergeld lichaam vol ongedierte, met overal sporen van geweld. In haar maag werden twee rauwe bonen aangetroffen, het enige voedsel dat ze de dag van haar overlijden had gehad. De doodsoorzaak werd vastgesteld op een bloeding in de hersenen als gevolg van geweld, maar opgemerkt werd dat de vrouw anders zou zijn overleden aan de gevolgen van uithongering.
Jean Baptiste de Loeil werd vervolgens gearresteerd. Hij had aanstellingsbrieven als arts, 240 gulden en enkele sieraden in zijn jas zitten.

## Rechtszaak
Jean Baptiste de Loeil werd ervan beschuldigd zijn vrouw te hebben doodgehongerd en -gemarteld. Op 29 september 1849 begon in de Provinciale Rechtszaal van Middelburg het proces tegen De Loeil. De belangstelling was overweldigend: er kwam veel meer publiek dan het gebouw kon herbergen.
President van de rechtbank was jhr. mr. Anthony Pieter van Doorn, vicepresident was mr. Samuel de Wind. Het openbaar ministerie liet maar liefst 39 getuigen komen, die getuigden van de misdaden van De Loeil. De aanklager eiste de doodstraf tegen hem wegens doodslag met voorbedachten rade, onwettige aan- en vasthouding en toebrengen van lichamelijke pijnigingen. De Loeil dacht op dat moment nog dat de doodstraf tegen hem geëist werd om hem tot een bekentenis te dwingen. Zelf rekende hij op maximaal 3 jaar cel. Hij verklaarde in de rechtszaak dat niemand zoveel van zijn vrouw had gehouden als hij. Hij had haar slechts vastgebonden om haar tegen zichzelf in bescherming te nemen.
Zijn advocaten mr. J.Snijder en mr. P.J.G. van Diggelen brachten in dat elke vorm van hard bewijs ontbrak. In wezen zou De Loeil een zachtaardig en vredelievend mens zijn. De advocaten konden echter geen getuigen vinden die dat laatste wilden bevestigen. En zelf lieten de advocaten weten eigenlijk niet in de onschuld van hun cliënt te geloven.
De rechter veroordeelde De Loeil op 25 oktober 1849 tot de doodstraf en tot het betalen van de proceskosten. In zijn uitspraak noemde de rechter dat de zaak in werkelijkheid nog vreselijker was dan bij het proces ter sprake was gekomen. Wel werd De Loeil er door de rechter op gewezen dat hij nog gratie kon aanvragen bij de koning met het citaat "Het kan zijn, dat de koning, om den meer en meer veld winnenden afkeer tegen de doodstraf zelve, zich genoopt vinde, om zelfs in uw geval die straf te wijzigen.”  De president van het Gerechtshof wilde met de straf een voorbeeld stellen voor iedereen: "Een ieder spiegele zich aan dezen man des doods. Die staat zie toe dat hij niet valle!". De Loeil was niet onder de indruk en hoorde het vonnis onverschillig aan.

## Executie
Nadat De Loeil ter dood veroordeeld was, werd hij teruggebracht naar zijn cel in Middelburg. Volgens getuigen informeerde hij bij aankomst in zijn cel naar het eten. Blijkbaar geloofde hij nog steeds dat hij na een paar jaar cel vrij zou komen. Nog in de gevangenis werd hij als arts geconsulteerd.
De Loeil ging niet in cassatie bij de Hoge Raad, maar diende direct een gratieverzoek bij de Koning in. In dit gratieverzoek voerden de advocaten aan dat De Loeil schuldig was aan de dood van zijn vrouw, maar dat het verkeerd was om een mens te doden, zelfs als deze een ander mens gedood had. Deze argumentatie paste bij de maatschappelijke discussie over afschaffing van de doodstraf in Nederland op dat moment.
Het gratieverzoek werd echter begin 1850 door de koning afgewezen. Precies 72 uur voor de geplande executie, op vrijdag 8 februari 1850, werd Jean Baptise de Loeil medegedeeld dat het vonnis de volgende maandag zou worden voltrokken. Aanvankelijk reageerde De Loeil nog koel, en verklaarde hij dat hij op basis van valse getuigenissen was veroordeeld. Pas later realiseerde De Loeil zich de ernst van de situatie. Zijn gezicht zou beurtelings doodsbleek en bloedrood gekleurd zijn en zijn advocaten zouden later zeggen dat hij in een paar uur wel 20 jaar ouder geworden leek.
Vlak voor zijn dood trok De Loeil de beschuldiging van valse getuigenissen in. Hij verklaarde dat God maar moest oordelen of de getuigen de waarheid hadden gesproken of niet.
Op maandag 11 februari 1850 half twaalf werd De Loeil geboeid naar het schavot op de Markt in Middelburg gevoerd. Het schavot was speciaal voor de gelegenheid opgericht, omdat executies in die tijd al zeer zeldzaam waren. Een grote menigte zag hoe een bleke, sterk vermagerde De Loeil nauwelijks meer kon lopen en steunend op de arm van zijn geestelijk verzorger pastoor J.C. Knoops de trap van het schavot beklom om opgehangen te worden.

## Na zijn executie
De advocaten van De Loeil schreven nog voor de executie een boek over de rechtszaak: Regtsgeding tegen Jean Baptiste de Loeil. In dit boek beschreven zij in detail de geschiedenis van de zaak en de rechtszaak. Het boek werd uitgegeven door de Gebroeders Abraham. In het voorwoord staat te lezen dat (een deel van) de opbrengsten ten goede komen aan de armen van Middelburg.
De schedel van De Loeil werd 'voor een prik' gekocht door twee Amsterdamse artsen en kwam later in het bezit van een Amsterdamse hoogleraar. Van het hout van het schot werd in de jaren 60 van de 19e eeuw een muziektent gebouwd.